# 마크 보너
마크 보너(영어: Mark Bonnar, 1968년 11월 19일 ~ )는 스코틀랜드의 배우이다.

## 출연 작품

### 텔레비전
- 와이어 인 더 블러드 (2002)
- 캐주얼티 (2005-06)
- 더 빌 (2007)
- 닥터 후 (2011)
- 더 파라다이스 (2012)
- 무언의 목격자 (2013)
- 살인의 역사 (2013)
- 셰틀랜드 (2013-현재)
- 라인 오브 듀티 (2014)
- 로앤오더: 런던 특수수사대 (2014)
- 그랜트체스터 (2014)
- 미드소머 머더스 (2015)
- 베라 (2015)
- 카타스트로프 (2015-19)
- 언더커버 (2016)
- 언포가튼 (2017)
- 휴먼스 (2018)
- 퀴즈 (2020)
- 월드 온 파이어 (2023-현재)

### 영화
- 왕이 될 아이 (2019)
- 민스미트 작전 (2021)
- 나폴레옹 (2023)

### 비디오 게임
- 어쌔신 크리드 IV: 블랙 플래그 (2013)
- 배틀필드 1 (2016)